# Cosmianthemum longiflorum
Cosmianthemum longiflorum là một loài thực vật có hoa trong họ Ô rô. Loài này được D.Fang & H.S.Lo mô tả khoa học đầu tiên năm 1997.